# Iterlak
Iterlak [iˈtˢɜɬːak] (nach alter Rechtschreibung Iterdlak) ist eine wüst gefallene grönländische Schäfersiedlung im Distrikt Narsaq in der Kommune Kujalleq.

## Lage
Iterlak liegt in einer gleichnamigen Bucht in einem kleinen Nebenarm des Igalikup Kangerlua. Auf der anderen Fjordseite liegt vier Kilometer südlich Igaliku Kujalleq. Der nächste größere Ort ist Igaliku 10 km nordwestlich.

## Geschichte
1960 lebten sechs Personen in Iterlak, 1965 fünf und 1969 wieder sechs. 1965 bestand die Bevölkerung aus einer Familie, die Schafzucht betrieb.

## Bevölkerungsentwicklung
Iterlak hatte in den letzten 40 Jahren maximal vier Bewohner. Seit 2010 ist die Siedlung verlassen.